# Жабово (Брянская область)
Жабово — село в Дубровском районе Брянской области, в составе Алешинского сельского поселения. Расположено в 10 км к юго-западу от пгт Дубровка. Население — 8 человек (2010).

## История
Впервые упоминается в XVII веке как деревня в составе Пацынской волости Брянского уезда. В XVIII-XIX вв. — владение одновременно многих помещиков (Безобразовых, Вепрейских, Глотовых, Савиных и многих других). В 1793 была построена деревянная церковь Смоленской Божьей Матери (не сохранилась). В 1879 открыта земская школа. До начала XX века были развиты ремёсла (производство сукна, колёс и др.). С 1861 по 1924 в Алешинской волости Брянского (с 1921 — Бежицкого) уезда; позднее в Дубровской волости, Дубровском районе (с 1929). До 1954 года являлось центром Жабовского сельсовета.